# Johan Inger
Johan Inger (nacido en Estocolmo, 1967) es un bailarín y coreógrafo sueco. Estudió en la Royal Swedish Ballet School y en la National Ballet School de Canadá. Sus obras han sido representadas por el NDT (Nederlands Dans Theater), Les Ballets de Monte-Carlo, la Compañía Nacional de Danza, entre otras compañías.

## Biografía
En 1985 se unió a la Royal Swedish Ballet donde en el último año, en 1989, actuó como solista. En 1990, entró a formar parte del Nederlands Dans Theater (NDT) en los Países Bajos. 
Mellantid marca los comienzos de Johan Inger como coreógrafo. Esta primera obra para el Nederlands Dans Theater fue programada en 1995 en el Holland Dance Festival y ganó el premio Philip Morris Finest Selection Award en la categoría de baile contemporáneo. Después de Mellantid, Johan Inger creó varias coreografías más para el Nederlands Dans Theater.
En 2001, Mellantid fue nominada al premio Laurence Olivier y Johan Inger recibe el premio Lucas Hoving Production por sus coreografías Dream Play y Walking Mad. En 2003, Johan Inger es nombrado director artístico del Ballet Cullberg. Desde entonces, ha creado varias piezas para la compañía.
En 2003, Johan abandonó el Nederlands Dans Theater para tomar la dirección artística del Cullberg Ballet en 2003. Tras más de 5 años en la compañía, en el año 2009 decidió volver a trabajar junto al Nederlands Dans Theater como coreógrafo asociado. Estuvo hasta el año 2015 donde creó obras como: Dissolve in This, Tone Bone Kone, I New Then, Sunset Logic, B.R.I.S.A y One on One.
A partir de 2015, se estableció como coreógrafo independiente creando sus propias versiones de Carmen, Rite of Spring, Peer Gynt y Petruschka.

## Coreografías de Johan Inger
| Año  | Trabajo               | Compañía de Danza                                                   |
| ---- | --------------------- | ------------------------------------------------------------------- |
| 2018 | Petruschka            | Les Ballets de Monte-Carlo                                          |
| 2018 | 4 Karin               | Dancing with Bergman, program Ek/ Ekman/Inger - Sarfati productions |
| 2018 | Under A Day           | Lyon Opera Ballet                                                   |
| 2017 | Birdland              | Aterballetto                                                        |
| 2017 | Peer Gynt             | Theater Basel                                                       |
| 2017 | Sweet Sweet           | Gauthier Dance Company                                              |
| 2016 | Bliss                 | Aterballetto                                                        |
| 2015 | One on One            | NDT 2                                                               |
| 2015 | Now & Now             | Gauthier Dance Company                                              |
| 2015 | Carmen                | Compañía Nacional de Danza                                          |
| 2015 | Rite of Spring        | Royal Swedish Ballet                                                |
| 2014 | B.R.I.S.A.            | Nederlands Dans Theater#NDT II                                      |
| 2013 | Tempus Fugit          | Ballett Theater Basel                                               |
| 2012 | Sunset Logic          | NDT1                                                                |
| 2012 | I New Then            | Nederlands Dans Theater#NDT II                                      |
| 2011 | In- Exact             | Les Ballets de Monte-Carlo                                          |
| 2011 | Rain Dogs             | Ballett Theater Basel                                               |
| 2011 | Stabat Mater          | Italica Festival                                                    |
| 2010 | Tone Bone Kone        | NDT1                                                                |
| 2010 | Falter                | Göteborgsoperans Danskompani                                        |
| 2009 | Dissolve in This      | Nederlands Dans Theater & Nederlands Dans Theater#NDT II            |
| 2009 | Position of Elsewhere | Cullberg Ballet                                                     |
| 2007 | Point of Eclipse      | Cullberg Ballet                                                     |
| 2006 | Blanco                | Cullberg Ballet                                                     |
| 2005 | Empty House           | Cullberg Ballet                                                     |
| 2005 | Negro con Flores      | [Cullberg Ballet                                                    |
| 2005 | As If                 | Cullberg Ballet                                                     |
| 2004 | Within Now            | Cullberg Ballet                                                     |
| 2003 | Phases                | Cullberg Ballet                                                     |
| 2003 | Pneuma                | Nederlands Dans Theater#NDT I                                       |
| 2002 | Home and Home         | Cullberg Ballet                                                     |
| 2002 | Out of Breath         | Nederlands Dans Theater#NDT II                                      |
| 2002 | So Now Then           | Nederlands Dans Theater#NDT I                                       |
| 2001 | Walking Mad           | Nederlands Dans Theater#NDT I                                       |
| 2000 | Arcimboldo            | Nederlands Dans Theater                                             |
| 2000 | Dream Play            | Nederlands Dans Theater#NDT II                                      |
| 2000 | Among Others          | Nederlands Dans Theater#NDT I                                       |
| 1999 | Hurry Slowly          | Nederlands Dans Theater#NDT I                                       |
| 1998 | Couple of Moments     | NDT 3                                                               |
| 1997 | Livnära               | Nederlands Dans Theater#NDT I                                       |
| 1997 | Round Corners         | Nederlands Dans Theater#NDT II                                      |
| 1996 | Sammanfall            | Nederlands Dans Theater#NDT II                                      |
| 1995 | Mellantid             | Nederlands Dans Theater#NDT II                                      |

## Premios
| Año  | Premio                         | Trabajo                                      |
| ---- | ------------------------------ | -------------------------------------------- |
| 2016 | Benois de la Danse             | -Carmen -One on One                          |
| 2016 | Danza & Danza                  | Bliss                                        |
| 2013 | Carina Ari medal               | Worldwide promotion of Swedish Art and Dance |
| 2005 | Danza & Danza                  | Walking Mad                                  |
| 2002 | Stichting Dansersfonds ’79     | Merit Award                                  |
| 2001 | Lucas Hoving Production        | -Dream Play -Walking Mad                     |
| 1996 | Philip Morris Finest Selection | Mellantid                                    |